# Conde Estruch

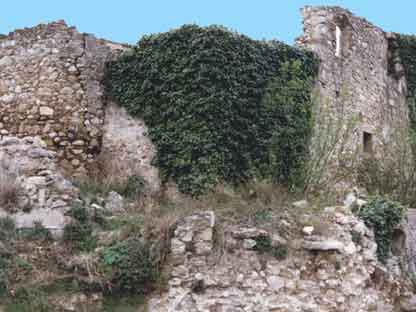
Ruinas del castillo de Llers, donde se sitúa la leyenda.

Este artículo es sobre la criatura mítica.
El Conde Estruch (en catalán Comte Estruc) es el personaje de una novela de 1991 titulada  Estruch de Salvador Sainz la cual se relaciona con uno de los mitos del folclore catalán, incluyéndolo dentro de las habituales leyendas de Cataluña como un noble catalán vampirizado del siglo XII llamado Guifred.

## Leyenda
La leyenda dice que el rey Alfonso II de Aragón envió al anciano Guifred hasta el castillo de Llers (Alto Ampurdán), donde murió asesinado en 1173. Al llevar una vida poco cristiana, el conde se convirtió tras morir en un ser endemoniado que chupaba la sangre de los lugareños de la zona y dejaba embarazadas a jóvenes que darían a luz a entes monstruosos que morirían recién nacidos.
Aterrorizó a la población cercana hasta que una anciana monja -en algunos casos un ermitaño judío que le hizo descansar con ritos relacionados con la cábala- consiguió acabar con él. El castillo perduró entero hasta la guerra civil española (1936-1939), durante la cual fue destruido en gran medida. Además, esta leyenda es uno de los escasos mitos españoles relacionados con el vampirismo, como la Guaxa asturiana o la Guajona cántabra.